# Gouvernement Gotabaya Rajapaksa I
Wickremesinghe V Rajapaksa IV
Le gouvernement Rajapaksa III est mis en place le 21 novembre 2019.

## Historique
Le 21 novembre 2019, après la démission du Premier ministre sortant Ranil Wickremesinghe, à la suite de l'élection de son frère Gotabaya Rajapaksa comme président de la République, il devient Premier ministre.

## Composition
| Portefeuille | Titulaire | Titulaire                | Parti |
| --- | --------- | ------------------------ | ----- |
| Premier ministre Ministère des Finances Ministre des Affaires économiques Ministre du Développement des politiques Ministre du Bouddha Sasana, des Affaires culturelles et religieuses Ministre de l'Approvisionnement en eau et du Développement urbain Ministre du Logement |           | Mahinda Rajapaksa        | SLPP  |
| Ministre de la Justice Ministre des Droits de l'homme et des Réformes juridiques |           | Nimal Siripala de Silva  | SLFP  |
| Ministre de l'Autonomisation communautaire et des Infrastructures immobilières |           | Arumugam Thondaman       | SWC   |
| ministre des Affaires étrangères Ministre du Développement des compétences Ministre de l'Emploi et des Relations de travail |           | Dinesh Gunawardena       | MEP   |
| Ministre de la Pêche et des Ressources aquatiques |           | Douglas Devananda        | EPDP  |
| Ministre des Affaires féminines et infantiles et de la Sécurité sociale Ministre de la santé et de la médecine traditionnelle |           | Pavithra Wanniarachchi   | SLPP  |
| Ministre des Technologies de l'information et des communications Ministre de la Technologie et des Innovations Ministre de l'Enseignement supérieur |           | Bandula Gunawardane      | SLPP  |
| Ministre de l'Intérieur Ministre de l'Administration publique Ministre des Conseils provinciaux et des Gouvernements locaux |           | Janaka Bandara Tennakoon | SLPP  |
| Ministre de l'Agriculture Ministre du Commerce Ministre du Développement de Mahaweli |           | Chamal Rajapaksa         | SLPP  |
| Ministre de l'Éducation Ministre des Sports et de la Jeunesse |           | Dullas Alahapperuma      | SLPP  |
| Ministre des Routes et des Autoroutes Ministre des Ports et de la Navigation |           | Johnston Fernando        | SLPP  |
| Ministre des Transports de passagers Ministre de l'Énergie |           | Mahinda Amaraweera       | SLFP  |
| Ministre des Transports de passagers Ministre de l'Énergie |           | Wimal Weerawansa         | JNP   |
| Ministre de l'Environnement Ministre de la Faune Ministre des Terres et de l'Aménagement du territoire |           | S. M. Chandrasena        | SLFP  |
| Ministre des Plantations et de l'Agriculture d'exportation |           | Ramesh Pathirana         | SLPP  |
| Ministre des Exportations industrielles et de la Promotion des investissements Ministre du Tourisme et de l'Aviation |           | Prasanna Ranatunga       | SLPP  |